# Mengdui Xiang
Mengdui Xiang (kinesiska: 勐堆, 勐堆乡) är en socken i Kina. Den ligger i provinsen Yunnan, i den sydvästra delen av landet, omkring 400 kilometer väster om provinshuvudstaden Kunming. Antalet invånare är 20 636. Befolkningen består av 9 842 kvinnor och 10 794 män. Barn under 15 år utgör 21,0 %, vuxna 15-64 år 71 %, och äldre över 65 år 6,0 %.
Genomsnittlig årsnederbörd är 1 468 millimeter. Den regnigaste månaden är juli, med i genomsnitt 399 mm nederbörd, och den torraste är februari, med 6 mm nederbörd.